# Algebraïsch getallenlichaam
In de galoistheorie, een deelgebied van de wiskunde, is een algebraïsch getallenlichaam in Nederland of algebraïsch getallenveld in België, ook korter getallenlichaam of getallenveld, een eindige, dus ook algebraïsche uitbreiding van het lichaam/veld van de rationale getallen {\displaystyle \mathbb {Q} }. Het is een gevolg van de hoofdstelling van de algebra, dat ieder algebraïsch getallenlichaam een deelverzameling van de verzameling van de complexe getallen is.

## Principe
Als aan {\displaystyle \mathbb {Q} } de nulpunten van een of meer polynomen worden toegevoegd, ontstaat een algebraïsch getallenlichaam als uitbreiding van {\displaystyle \mathbb {Q} }. Door aan {\displaystyle \mathbb {Q} } de algebraïsche getallen {\displaystyle \alpha _{1},\ldots ,\alpha _{n}} toe te voegen die nulpunten zijn van een of meer polynomen, ontstaat een algebraïsch getallenlichaam dat wordt genoteerd als {\displaystyle \mathbb {Q} (\alpha _{1},\ldots ,\alpha _{n})}. Het maakt geen verschil, dat het om de uitbreiding van {\displaystyle \mathbb {Q} } gaat waar algebraïsche getallen in het algemeen of waar alleen algebraïsch gehele getallen aan worden toegevoegd, omdat ieder algebraïsch getal element is van {\displaystyle \mathbb {Q} } met daar één algebraïsch geheel getal aan toegevoegd.
De verzameling rationale getallen {\displaystyle \mathbb {Q} } is een deelverzameling van elk algebraïsch getallenlichaam {\displaystyle F}. Als {\displaystyle F} opgevat wordt als een vectorruimte over {\displaystyle \mathbb {Q} }, heeft {\displaystyle F} een eindige dimensie, die de graad van het algebraïsche getallenlichaam {\displaystyle F} genoemd wordt.

## Voorbeeld
De getallen {\displaystyle \alpha _{1}={\sqrt[{3}]{2}}}, een nulpunt van {\displaystyle f_{1}(x)=x^{3}-2,} en {\displaystyle \alpha _{2}=-{\tfrac {1}{2}}+{\tfrac {1}{2}}i{\sqrt {3}},} een nulpunt van {\displaystyle f_{2}(x)=x^{2}+x+1,} zijn algebraïsche getallen. Het algebraïsche getallenlichaam dat ontstaat door aan {\displaystyle \mathbb {Q} } de algebraïsche getallen {\displaystyle \alpha _{1}} en {\displaystyle \alpha _{2}} toe te voegen, heet {\displaystyle \mathbb {Q} (\alpha _{1},\alpha _{2}).} De graad van {\displaystyle \mathbb {Q} ({\sqrt[{3}]{2}},-{\tfrac {1}{2}}+{\tfrac {1}{2}}i{\sqrt {3}})} is 6.